# Мажитов, Абдусаттар
Абдусаттар Мажитов (кирг. Абдусаттар Мажитов; 1932, Таджикская ССР — 2009, Кыргызстан) — исламский киргизский деятель. Верховный муфтий Кыргызстана в 1996—2000 годах.

## Биография
Родился в 1932 году в Таджикской ССР.
Получил образование в советский период, когда нелегально обучался основам шариата и фикха у различных религиозных авторитетов Узбекской и Таджикской ССР. Пользовался уважением как один из авторитетных экспертов по мусульманскому праву. Создал медресе «Хазрети Усман» и занимался наставничеством в нём.
После распада СССР в 1991 году переехал в Кыргызстан.
С 1996 по 2000 год был верховным муфтием Кыргызстана — главой Духовного управления мусульман Кыргызстана. Был отправлен в отставку по собственному желанию.
Умер в 2009 году.